# Campeonato Gaúcho de Futebol de 2009 - Série A
O Campeonato Gaúcho de Futebol de 2009 foi a 89ª edição da competição organizada pela Federação Gaúcha de Futebol. A disputa envolveu dezesseis clubes distribuídos em duas chaves. A competição foi organizada em dois turnos: a Taça Fernando Carvalho e a Taça Fábio Koff. Os vencedores de ambas as taças se enfrentam em uma final. Caso o mesmo time vença as duas taças, este é declarado campeão. O campeão da Taça Fernando Carvalho e da Taça Fábio Koff foi o Internacional, que foi o campeão gaúcho.
O campeão e o vice da competição se classifica para a Copa do Brasil 2010. Caso a decisão seja entre equipes da dupla Grenal, a terceira vaga no Rio Grande do Sul será decidida na disputa da Copa Lupi Martins 2009. Caso um time da dupla Grenal se classifique para a Copa Libertadores da América de 2010, a sua respectiva vaga na Copa do Brasil do ano seguinte será destinada ao campeão da Copa Lupi Martins 2009 ou, em segundo caso, ao campeão do interior. Além disso, as duas melhores equipes que não estiverem em nenhuma outra divisão nacional se classificarão para a Série D de 2009.
As únicas equipes que não podem ser rebaixadas no campeonato são o campeão e o vice gaúcho e o campeão do interior.

## Formato de disputa
Os 16 clubes participantes foram divididos em dois grupos. 
Na Taça Fernando Carvalho, correspondente ao Primeiro Turno, os times jogam contra os adversários do outro grupo, e os quatro primeiros se classificam para o enfrentamento em jogo único até a final. 
Já a Taça Fábio Koff, que corresponde ao Segundo Turno, as equipes jogam contra os adversários do seu grupo, com os quatro primeiros se classificando para os jogos da etapa seguinte até a decisão, sempre em jogo único. 
Os times vencedores das Taças Fernando Carvalho e Fábio Koff fazem dois jogos finais, que definirão o Campeão Gaúcho 2009. Caso o mesmo time ganhe ambas as Taças, este será declarado campeão automaticamente. Os dois últimos colocados na classificação geral serão rebaixados para a Segunda Divisão, exceto o Campeão e o Vice-Campeão Gaúcho, bem como o Campeão do Interior. 
Na Chave 1, estão Internacional, Juventude, Avenida, Esportivo, Veranópolis, Brasil de Pelotas, Novo Hamburgo e Inter de Santa Maria. 
Enquanto a Chave 2 será formada por Grêmio, Caxias, Santa Cruz, Ypiranga, Ulbra, Sapucaiense, São José e São Luiz. 
A competição também resgatará o título de "Campeão do Interior". 
Também ficou estabelecido que o primeiro clássico Grenal foi realizado em campo neutro, no Estádio Colosso da Lagoa em Erechim. E mediante sorteio, o Estádio Centenário recebeu o clássico Ca-Ju, enquanto o clássico Ave-Cruz, foi realizado no Estádio dos Plátanos..

## Participantes
| Equipe                                          | Cidade            | Participação | Em 2008       | Estádio                     | Títulos        |
| ----------------------------------------------- | ----------------- | ------------ | ------------- | --------------------------- | -------------- |
| Esporte Clube Avenida Avenida                   | Santa Cruz do Sul | 7ª           | 2º (Série A2) | Estádio dos Eucaliptos      | 0 (não possui) |
| Grêmio Esportivo Brasil                         | Pelotas           | 49ª          | 13º           | Bento Freitas               | 1 (1919)       |
| Sociedade Esportiva e Recreativa Caxias do Sul  | Caxias do Sul     | 48ª          | 4º            | Centenário                  | 1 (2000)       |
| Clube Esportivo de Bento Gonçalves Esportivo    | Bento Gonçalves   | 39ª          | 9º            | Montanha dos Vinhedos       | 0 (não possui) |
| Grêmio Foot-Ball Porto Alegrense                | Porto Alegre      | 67ª          | 5º            | Olímpico                    | 35             |
| Esporte Clube Internacional                     | Santa Maria       | 34ª          | 3º            | Presidente Vargas           | 0 (não possui) |
| Sport Club Internacional                        | Porto Alegre      | 65ª          | 1º            | Beira-Rio                   | 38             |
| Esporte Clube Juventude                         | Caxias do Sul     | 47ª          | 2º            | Alfredo Jaconi              | 1 (1998)       |
| Esporte Clube Novo Hamburgo                     | Novo Hamburgo     | 58ª          | 12º           | Estádio do Vale             | 0 (não possui) |
| Futebol Clube Santa Cruz                        | Santa Cruz do Sul | 40ª          | 14º           | Estádio dos Plátanos        | 0 (não possui) |
| Esporte Clube São José                          | Porto Alegre      | 25ª          | 7º            | Passo D'Areia               | 0 (não possui) |
| Esporte Clube São Luiz                          | Ijuí              | 21ª          | 10º           | 19 de Outubro               | 0 (não possui) |
| Grêmio Esportivo Sapucaiense                    | Sapucaia do Sul   | 2ª           | 6º            | Arthur Mesquita Dias        | 0 (não possui) |
| Sport Club Ulbra                                | Canoas            | 6ª           | 8º            | Complexo Esportivo da Ulbra | 0 (não possui) |
| Veranópolis Esporte Clube Recreativo e Cultural | Veranópolis       | 16ª          | 11º           | Antônio David Farina        | 0 (não possui) |
| Ypiranga Futebol Clube                          | Erechim           | 21ª          | 1º (Série A2) | Colosso da Lagoa            | 0 (não possui) |

## Primeira Fase (Taça Fernando Carvalho)

### Fase de grupos
| Pos | Equipes              | Pts | J | V | E | D | GP | GC | SG  |
| --- | -------------------- | --- | - | - | - | - | -- | -- | --- |
| 1   | Internacional        | 20  | 8 | 6 | 2 | 0 | 19 | 4  | 15  |
| 2   | Veranópolis          | 12  | 8 | 4 | 0 | 4 | 13 | 15 | –2  |
| 3   | Novo Hamburgo        | 12  | 8 | 3 | 3 | 2 | 10 | 11 | –1  |
| 4   | Juventude            | 11  | 8 | 3 | 2 | 3 | 5  | 5  | 0   |
| 5   | Esportivo            | 10  | 8 | 2 | 4 | 2 | 9  | 13 | –4  |
| 6   | Avenida              | 9   | 8 | 2 | 3 | 3 | 13 | 15 | –2  |
| 7   | Inter de Santa Maria | 5   | 8 | 1 | 2 | 5 | 7  | 14 | –7  |
| 8   | Brasil de Pelotas    | 3   | 8 | 0 | 3 | 5 | 10 | 21 | –11 |

|  |                                   |
|  |                                   |
|  | Classificados para a próxima fase |

| Pos | Equipes             | Pts | J | V | E | D | GP | GC | SG |
| --- | ------------------- | --- | - | - | - | - | -- | -- | -- |
| 1   | Grêmio              | 16  | 8 | 5 | 1 | 2 | 20 | 8  | 12 |
| 2   | Ypiranga de Erechim | 16  | 8 | 5 | 1 | 2 | 12 | 7  | 5  |
| 3   | Santa Cruz-RS       | 13  | 8 | 3 | 4 | 1 | 11 | 6  | 5  |
| 4   | Ulbra               | 13  | 8 | 3 | 4 | 1 | 14 | 10 | 4  |
| 5   | São Luiz            | 11  | 8 | 3 | 2 | 3 | 6  | 7  | –1 |
| 6   | São José-RS         | 8   | 8 | 2 | 2 | 4 | 15 | 17 | –2 |
| 7   | Caxias              | 8   | 8 | 2 | 2 | 4 | 8  | 13 | –5 |
| 8   | Sapucaiense         | 6   | 8 | 1 | 3 | 4 | 11 | 17 | –6 |

|  |                                   |
|  |                                   |
|  | Classificados para a próxima fase |

### Fase Final
|  | Quartas de final                                 | Quartas de final                         |                                           |   | Semifinais | Semifinais |  |  | Final | Final |
|  |                                                  |                                          |                                           |   |            |            |  |  |       |       |
|  | 22 de fevereiro – Beira-Rio, Porto Alegre        |                                          |                                           |   |            |            |  |  |       |       |
|  |                                                  |                                          |                                           |   |            |            |  |  |       |       |
|  | Internacional                                    | 2                                        |                                           |   |            |            |  |  |       |       |
|  | Internacional                                    | 2                                        | 26 de fevereiro – Beira-Rio, Porto Alegre |   |            |            |  |  |       |       |
|  | Ulbra                                            | 1                                        |                                           |   |            |            |  |  |       |       |
|  | Ulbra                                            | 1                                        | Internacional                             | 2 |            |            |  |  |       |       |
|  | 22 de fevereiro – Colosso da Lagoa, Erechim      |                                          | Internacional                             | 2 |            |            |  |  |       |       |
|  |                                                  | Novo Hamburgo                            | 0                                         |   |            |            |  |  |       |       |
|  | Ypiranga de Erechim                              | Novo Hamburgo                            | 0                                         | 0 |            |            |  |  |       |       |
|  | Ypiranga de Erechim                              |                                          | 1 de março – Beira-Rio, Porto Alegre      | 0 |            |            |  |  |       |       |
|  | Novo Hamburgo                                    | 3                                        |                                           |   |            |            |  |  |       |       |
|  | Novo Hamburgo                                    | 3                                        | Internacional                             | 2 |            |            |  |  |       |       |
|  | 21 de fevereiro – Olímpico, Porto Alegre         |                                          | Internacional                             | 2 |            |            |  |  |       |       |
|  |                                                  | Grêmio                                   | 1                                         |   |            |            |  |  |       |       |
|  | Grêmio                                           | Grêmio                                   | 1                                         | 2 |            |            |  |  |       |       |
|  | Grêmio                                           | 27 de fevereiro – Olímpico, Porto Alegre |                                           | 2 |            |            |  |  |       |       |
|  | Juventude                                        | 0                                        |                                           |   |            |            |  |  |       |       |
|  | Juventude                                        | 0                                        | Grêmio                                    | 1 |            |            |  |  |       |       |
|  | 21 de fevereiro – Antônio D. Farina, Veranópolis |                                          | Grêmio                                    | 1 |            |            |  |  |       |       |
|  |                                                  | Veranópolis                              | 0                                         |   |            |            |  |  |       |       |
|  | Veranópolis                                      | Veranópolis                              | 0                                         | 2 |            |            |  |  |       |       |
|  | Veranópolis                                      |                                          |                                           | 2 |            |            |  |  |       |       |
|  | Santa Cruz                                       | 1                                        |                                           |   |            |            |  |  |       |       |
|  | Santa Cruz                                       | 1                                        |                                           |   |            |            |  |  |       |       |

| Taça Fernando Carvalho |
| Porto Alegre           |
| Internacional          |
| ---------------------- |

## Segunda Fase (Taça Fábio Koff)

### Fase de grupos
| Pos | Equipes              | Pts | J | V | E | D | GP | GC | SG  |
| --- | -------------------- | --- | - | - | - | - | -- | -- | --- |
| 1   | Internacional        | 19  | 7 | 6 | 1 | 0 | 28 | 6  | 22  |
| 2   | Veranópolis          | 13  | 7 | 4 | 1 | 2 | 10 | 8  | 2   |
| 3   | Inter de Santa Maria | 13  | 7 | 4 | 1 | 2 | 9  | 9  | 0   |
| 4   | Juventude            | 12  | 7 | 3 | 3 | 1 | 11 | 7  | 4   |
| 5   | Avenida              | 9   | 7 | 3 | 0 | 4 | 7  | 10 | –3  |
| 6   | Esportivo            | 5   | 7 | 1 | 2 | 4 | 9  | 19 | –10 |
| 7   | Novo Hamburgo        | 4   | 7 | 1 | 1 | 5 | 7  | 11 | –4  |
| 8   | Brasil de Pelotas    | 4   | 7 | 1 | 1 | 5 | 7  | 18 | –11 |

|  |                                   |
|  |                                   |
|  | Classificados para a próxima fase |

| Pos | Equipes             | Pts | J | V | E | D | GP | GC | SG |
| --- | ------------------- | --- | - | - | - | - | -- | -- | -- |
| 1   | Santa Cruz-RS       | 12  | 7 | 4 | 0 | 3 | 13 | 12 | 1  |
| 2   | Ulbra               | 12  | 7 | 3 | 3 | 1 | 11 | 9  | 2  |
| 3   | Caxias              | 11  | 7 | 3 | 2 | 2 | 16 | 10 | 6  |
| 4   | Grêmio              | 11  | 7 | 3 | 2 | 2 | 14 | 10 | 4  |
| 5   | São José-RS         | 11  | 7 | 3 | 2 | 2 | 11 | 15 | –4 |
| 6   | Ypiranga de Erechim | 10  | 7 | 2 | 4 | 1 | 11 | 9  | 2  |
| 7   | Sapucaiense         | 6   | 7 | 2 | 0 | 5 | 10 | 17 | –7 |
| 8   | São Luiz            | 4   | 7 | 1 | 1 | 5 | 5  | 9  | –4 |

|  |                                   |
|  |                                   |
|  | Classificados para a próxima fase |

Critérios de desempate:
1. persistindo o empate, sorteio, na sede da FGF, com os integrantes das equipes interessadas.

### Fase Final
|  | Quartas de final                            | Quartas de final                            |                                       |   | Semifinais | Semifinais |  |  | Final | Final |
|  |                                             |                                             |                                       |   |            |            |  |  |       |       |
|  | 5 de abril – Beira-Rio, Porto Alegre        |                                             |                                       |   |            |            |  |  |       |       |
|  |                                             |                                             |                                       |   |            |            |  |  |       |       |
|  | Internacional                               | 2                                           |                                       |   |            |            |  |  |       |       |
|  | Internacional                               | 2                                           | 12 de abril – Beira-Rio, Porto Alegre |   |            |            |  |  |       |       |
|  | Grêmio                                      | 1                                           |                                       |   |            |            |  |  |       |       |
|  | Grêmio                                      | 1                                           | Internacional                         | 4 |            |            |  |  |       |       |
|  | 5 de abril – Complexo Esportivo, Canoas     |                                             | Internacional                         | 4 |            |            |  |  |       |       |
|  |                                             | Ulbra                                       | 0                                     |   |            |            |  |  |       |       |
|  | Ulbra                                       | Ulbra                                       | 0                                     | 2 |            |            |  |  |       |       |
|  | Ulbra                                       |                                             | 19 de abril – Beira-Rio, Porto Alegre | 2 |            |            |  |  |       |       |
|  | Inter de Santa Maria                        | 0                                           |                                       |   |            |            |  |  |       |       |
|  | Inter de Santa Maria                        | 0                                           | Internacional                         | 8 |            |            |  |  |       |       |
|  | 5 de abril – Plátanos, S. Cruz do Sul       |                                             | Internacional                         | 8 |            |            |  |  |       |       |
|  |                                             | Caxias                                      | 1                                     |   |            |            |  |  |       |       |
|  | Santa Cruz                                  | Caxias                                      | 1                                     | 1 |            |            |  |  |       |       |
|  | Santa Cruz                                  | 12 de abril – Alfredo Jaconi, Caxias do Sul |                                       | 1 |            |            |  |  |       |       |
|  | Juventude                                   | 2                                           |                                       |   |            |            |  |  |       |       |
|  | Juventude                                   | 2                                           | Caxias                                | 2 |            |            |  |  |       |       |
|  | 5 de abril – Antônio D. Farina, Veranópolis |                                             | Caxias                                | 2 |            |            |  |  |       |       |
|  |                                             | Juventude                                   | 0                                     |   |            |            |  |  |       |       |
|  | Veranópolis                                 | Juventude                                   | 0                                     | 1 |            |            |  |  |       |       |
|  | Veranópolis                                 |                                             |                                       | 1 |            |            |  |  |       |       |
|  | Caxias                                      | 3                                           |                                       |   |            |            |  |  |       |       |
|  | Caxias                                      | 3                                           |                                       |   |            |            |  |  |       |       |

| Taça Fábio Koff |
| Porto Alegre    |
| --------------- |
| Internacional   |

## Classificação geral
Atualizado em 12 de abril de 2009, às 22h50 (UTC-3)
| Pos | Equipes              | Pts | J  | V  | E | D  | GP | GC | SG  | Classificação ou rebaixamento                             |
| --- | -------------------- | --- | -- | -- | - | -- | -- | -- | --- | --------------------------------------------------------- |
| 1   | Internacional        | 39  | 15 | 12 | 3 | 0  | 47 | 10 | 37  | Campeão e classificado para a Copa do Brasil de 2010      |
| 2   | Grêmio               | 27  | 15 | 8  | 3 | 4  | 33 | 18 | 15  | Vice-campeão e classificado para Copa do Brasil de 2010   |
| 3   | Ypiranga de Erechim  | 26  | 15 | 7  | 5 | 3  | 23 | 17 | 7   | Campeão do interior e classificado para o Série D de 2009 |
| 4   | Veranópolis          | 25  | 15 | 8  | 1 | 6  | 23 | 23 | 0   |                                                           |
| 5   | Santa Cruz-RS        | 25  | 15 | 7  | 4 | 4  | 24 | 18 | 6   |                                                           |
| 6   | Ulbra                | 25  | 15 | 6  | 7 | 2  | 25 | 19 | 6   |                                                           |
| 7   | Juventude            | 23  | 15 | 6  | 5 | 4  | 16 | 13 | 3   |                                                           |
| 8   | Caxias               | 19  | 15 | 5  | 4 | 6  | 24 | 23 | 1   |                                                           |
| 9   | São José-RS          | 19  | 15 | 5  | 4 | 6  | 26 | 32 | –6  | Classificado para a Série D de 2009                       |
| 10  | Avenida              | 18  | 15 | 5  | 3 | 7  | 20 | 25 | –5  |                                                           |
| 11  | Inter de Santa Maria | 18  | 15 | 5  | 3 | 7  | 16 | 23 | –7  |                                                           |
| 12  | Novo Hamburgo        | 16  | 15 | 4  | 4 | 7  | 17 | 21 | –4  |                                                           |
| 13  | São Luiz             | 15  | 15 | 4  | 3 | 8  | 11 | 16 | –5  |                                                           |
| 14  | Esportivo            | 15  | 15 | 3  | 6 | 6  | 18 | 32 | –14 |                                                           |
| 15  | Sapucaiense          | 12  | 15 | 3  | 3 | 9  | 21 | 34 | –13 | Rebaixados à Série B de 2010                              |
| 16  | Brasil de Pelotas    | 7   | 15 | 1  | 4 | 10 | 17 | 39 | –22 | Rebaixados à Série B de 2010                              |

- Por desistência de Veranópolis, Santa Cruz-RS e Ulbra. Juventude compete a Série B e o Caxias compete a Série C, a vaga para a Série D foi repassada para o São José.

## Final
Não houve, o Internacional venceu os dois turnos.
| Campeonato Gaúcho de 2009          |
| Porto Alegre                       |
| ---------------------------------- |
| INTERNACIONAL Campeão (39º título) |

## Campeão do Interior
| 23 de abril de 2009 | Caxias | 3 – 2 | Ypiranga de Erechim | Estádio Francisco Stédile, Caxias do Sul |
| 19h                 |        |       |                     |                                          |

| 26 de abril de 2009 | Ypiranga de Erechim | 1 – 0 | Caxias | Estádio Colosso da Lagoa, Erechim |
| 19h                 |                     |       |        |                                   |

| Campeão do Interior                                 |
| Erechim                                             |
| --------------------------------------------------- |
| Ypiranga de Erechim Campeão do Interior (1º título) |

## Artilheiros
Atualizado em 12 de abril de 2009, às 22h50 (UTC-3)
| Gols | Jogador        | Time                |
| ---- | -------------- | ------------------- |
| 15   | Taison         | Internacional       |
| 13   | Nilmar         | Internacional       |
| 13   | Sandro Sotilli | São José-RS         |
| 9    | Eraldo         | Santa Cruz-RS       |
| 9    | Kito           | Veranópolis         |
| 9    | Mendes         | Juventude           |
| 8    | Andrezinho     | Internacional       |
| 8    | Jonas          | Grêmio              |
| 8    | Marcos Denner  | Caxias              |
| 8    | Michel         | Ypiranga de Erechim |